# عصر التقويم
عصر التقويم هو الفترة الزمنية المنقضية منذ حقبة واحدة من التقويم، وإذا كانت موجودة، قبل الحقبة التالية.
على سبيل المثال، يعد التقويم الغريغوري سنواته في العصر المسيحي الغربي (الكنائس القبطية الأرثوذكسية والإثيوبية الأرثوذكسية لها عصور مسيحية خاصة بها).
في العصور القديمة، كانت سنوات الحكم تُحسب من تولي الملك. هذا يجعل إعادة بناء التسلسل الزمني للشرق الأدنى القديم أمرًا صعبًا للغاية، بناءً على قوائم الملوك المتفرقة، مثل قائمة الملوك السومريين وقانون الملوك البابليين.
في شرق آسيا، توقف الحساب بأسماء العصور التي اختارها الملوك الحاكمون في القرن العشرين باستثناء اليابان، حيث لا تزال تُستخدم.

## أنظمة التأريخ القديمة

### الأسماء الآشورية
لأكثر من ألف عام، استخدمت آشور نظامًا من الألقاب لتحديد كل عام في مهرجان أكيتو (الاحتفال بالعام الجديد لبلاد الرافدين)، يتم اختيار واحد من مجموعة صغيرة من كبار المسؤولين (بما في ذلك الملك في فترات لاحقة) بالقرعة ليكون بمثابة لِمّو لهذا العام، مما يعني أنه سيترأس خلال مهرجان أكيتو وسيحمل العام اسمه. تعود أقدم أسماء لِمّو موثقة إلى المستعمرة التجارية الآشورية في كرم كانيش في الأناضول، ويرجع تاريخها إلى بداية الألفية الثانية قبل الميلاد، واستمرت في استخدامها حتى نهاية العصر الآشوري الجديد.
قام الكتبة الآشوريون بتجميع قوائم لِمّو، بما في ذلك تسلسل غير منقطع لما يقرب من 250 اسمًا من أوائل الألفية الأولى قبل الميلاد. هذه مساعدة كرونولوجية لا تقدر بثمن، لأنه تم تسجيل كسوف للشمس على أنه حدث في ليمو بور ساغال، حاكم غوزانا. حدد علماء الفلك هذا الكسوف على أنه حدث في 15 يونيو 763 قبل الميلاد، مما سمح بتخصيص التواريخ المطلقة من 892 إلى 648 قبل الميلاد لهذا التسلسل من التسميات. سمحت قائمة التواريخ المطلقة هذه بتأريخ العديد من أحداث الفترة الآشورية الجديدة إلى عام محدد، متجنبة النقاشات الكرونولوجية التي تميز الفترات السابقة من تاريخ بلاد ما بين النهرين.

### التقويم الأولمبي
بين المؤرخين والعلماء اليونانيين القدماء، استندت طريقة شائعة للإشارة إلى مرور السنين على الألعاب الأولمبية، التي عُقدت لأول مرة عام 776 قبل الميلاد. قدمت الألعاب الأولمبية لمختلف دول المدن المستقلة نظام تواريخ معترف به بشكل متبادل. لم يتم استخدام المواعدة الأولمبية في الحياة اليومية. كان هذا النظام قيد الاستخدام من القرن الثالث قبل الميلاد. لا تستمر الألعاب الأولمبية الحديثة (أو الألعاب الأولمبية الصيفية التي بدأت في عام 1896) في فترات الأربع سنوات من اليونان القديمة: كان الأولمبياد رقم 669 قد بدأ في صيف عام 1897، لكن الأولمبياد الحديث أقيم لأول مرة في عام 1896.

### الدورات الرومانيّة
نظام شائع آخر هو دورة الإرشاد (شكلت 15 لائحة دورة ضرائب زراعية في مصر الرومانية، وهي مدة سنة). بدأت الوثائق والأحداث في التأريخ بحلول عام الدورة (على سبيل المثال، «الدليل الخامس»، «الدليل العاشر») في القرن الرابع، وقد تم استخدام هذا النظام بعد فترة طويلة من توقف تحصيل الضريبة. تم استخدامه في بلاد الغال، في مصر حتى الفتح الإسلامي، وفي الإمبراطورية الرومانية الشرقية حتى الفتح عام 1453.
قاعدة حساب المؤشر من رقم السنة الميلادية، التي كان قد اخترعها للتو، ذكرها ديونيسيوس إكسيجوس: أضف 3 واقسم على 15؛ والباقي هو الاتهام، حيث يُفهم أن الصفر هو الاتجاه الخامس عشر.: 770 وهكذا كان عام 2001 هو الاتهام التاسع. اختلفت بداية السنة للادعاء.

### العصر السلوقي
تم استخدام التقويم السلوقي في معظم أنحاء الشرق الأوسط من القرن الرابع قبل الميلاد إلى القرن السادس الميلادي، واستمر حتى القرن العاشر الميلادي بين المسيحيين الشرقيين. تم حساب العصر من حقبة 312 قبل الميلاد: في أغسطس من ذلك العام، استولى سلوقس الأول نيكاتور على بابل وبدأ عهده على الأجزاء الآسيوية من إمبراطورية الإسكندر الأكبر. وبالتالي، اعتمادًا على ما إذا كانت السنة التقويمية تبدأ في 1 تشري أو في 1 نيسان (على التوالي بداية السنوات المدنية والكنسية اليهودية)، يبدأ العصر السلوقي إما في 311 قبل الميلاد (الحساب اليهودي) أو في 312 قبل الميلاد (اليونانية). الحساب: أكتوبر - سبتمبر).

### التقويم القنصلي
كانت الممارسة المبكرة والشائعة هو التقويم الروماني «القنصلي». تضمن ذلك تسمية كل من القنصل العاديين اللذين تولى هذا المنصب في 1 يناير (منذ 153 قبل الميلاد) من السنة المدنية ذات الصلة.: 6 في بعض الأحيان قد لا يتم تعيين أحد القناصل أو كليهما حتى نوفمبر أو ديسمبر من العام السابق، ربما لم تصل أنباء التعيين إلى أجزاء من الإمبراطورية الرومانية لعدة أشهر حتى العام الحالي؛ وهكذا نجد النقش العرضي حيث يتم تعريف السنة بأنها «بعد القنصلية» لزوج من القناصل.
انتهى استخدام المواعدة القنصلية في عام 541 م عندما توقف الإمبراطور جستنيان الأول عن تعيين القناصل. وكان آخر قنصل تم ترشيحه هو ألبينوس باسيليوس. بعد ذلك بوقت قصير، تم اعتماد التقويم الملكي الإمبراطوري في مكانها.

### تقويم روما وقت تأسيسها
طريقة أخرى للتأريخ، نادرًا ما تستخدم، كانت anno urbis conditae (لاتينية: «في عام المدينة المؤسسة» (اختصار AUC)، حيث تعني «المدينة» روما). (غالبًا ما يُفهم خطأ أن AUC تعني ab urbe condita ، وهو عنوان تاريخ روما لتيتوس ليفيوس.)
تم استخدام العديد من العصور من قبل المؤرخين الرومان. عادة ما يتبنى المؤرخون الحديثون حقبة Varro، التي نضعها في 753 قبل الميلاد.
تم تقديم النظام بواسطة Marcus Terentius Varro في القرن الأول قبل الميلاد. كان اليوم الأول من العام هو يوم المؤسس (21 أبريل)، على الرغم من أن معظم المؤرخين المعاصرين يفترضون أنه يتزامن مع العام التاريخي الحديث (من 1 يناير إلى 31 ديسمبر). نادرًا ما تم استخدامه في التقويم الروماني وفي التقويم اليولياني المبكر - كان تسمية القنصلين اللذين شغلا منصبًا في سنة معينة هو السائد.
حوالي 400 بعد الميلاد، استخدم المؤرخ الأيبري أوروسيوس عصرAUC . ربما كان البابا بونيفاس الرابع (حوالي 600 بعد الميلاد) هو أول من استخدم عصر AUC وعصر أنو دوميني (وضع 607 م = AUC 1360).

### سنوات أباطرة الرومان
هناك نظام آخر أقل شيوعًا مما قد يُعتقد، وهو استخدام السنة الملكية للإمبراطور الروماني. في البداية، أشار أغسطس إلى عام حكمه من خلال حساب عدد المرات التي شغل فيها منصب القنصل، وعدد المرات التي منحه فيها مجلس الشيوخ الروماني سلطات تريبيونيكانية، مع ملاحظة أن صلاحياته جاءت من هذه المكاتب الممنوحة له، وليس من شخصه أو من جحافل عديدة تحت سيطرته. اتبع خلفاؤه ممارسته حتى تلاشت ذكرى الجمهورية الرومانية (حوالي 200 بعد الميلاد)، عندما بدأوا في استخدام عامهم الملكي بشكل علني.

### التأريخ من الإستعمار الروماني
أرّخت بعض مناطق الإمبراطورية الرومانية تقويمها من تاريخ الفتح الروماني أو تأسيس الحكم الروماني.
أحصى العصر الإسباني السنوات من 38 قبل الميلاد، وربما هو تاريخ الضريبة الجديدة التي فرضتها الجمهورية الرومانية على السكان الخاضعين لإيبيريا. شهد التاريخ تأسيس الحكم الروماني في إسبانيا واستخدم في الوثائق الرسمية في البرتغال وأراغون وفالنسيا وقشتالة، حتى القرن الرابع عشر. تم إهمال نظام معايرة السنوات هذا في عام 1381 وتم استبداله بـ Anno Domini اليوم.
خلال الفترتين الرومانية والبيزنطية، استخدمت ديكابولس وغيرها من المدن الهيلينية في سوريا وفلسطين عصر بومبيان، مع حساب التواريخ من غزو الجنرال الروماني بومبي للمنطقة في 63 قبل الميلاد.

### تقويم المايا
تم استخدام شكل مختلف من التقويم لتتبع فترات زمنية أطول، ولإدراج تواريخ التقويم (أي تحديد وقت وقوع حدث ما فيما يتعلق بالآخرين). هذا النموذج، المعروف باسم Long Count، يعتمد على عدد الأيام المنقضية منذ نقطة البداية الأسطورية. وفقًا للمعايرة بين التقويمات الطويلة والتقويمات الغربية المقبولة من قبل الغالبية العظمى من باحثي المايا (المعروفة باسم ارتباط GMT)، فإن نقطة البداية هذه تعادل 11 أغسطس، 3114 قبل الميلاد في التقويم الغريغوري المطول أو 6 سبتمبر في جوليان التقويم (−3113 الفلكي).

### أنظمة تقويم أخرى
كان هناك عدد كبير جدًا من الأنظمة أو العصور المحلية مهمة أيضًا، على سبيل المثال، العام منذ تأسيس مدينة معينة، والسنة الملكية للإمبراطور الفارسي، وفي نهاية المطاف حتى عام الخليفة الحاكم.

## العصور القديمة المتأخرة والعصور الوسطى
تم تقديم معظم عصور التقويم التقليدية المستخدمة اليوم في وقت الانتقال من العصور القديمة المتأخرة إلى العصور الوسطى المبكرة، تقريبًا بين القرنين السادس والعاشر.

### الفترة الصليبيّة
- يضع إيتوس كوزمو في التقويم البيزنطي الخلق في بداية عامه الأول، أي 5509 قبل الميلاد. حدث أول استخدام معروف له في القرن السابع بعد الميلاد، على الرغم من أن أسلافه قد تطورت حوالي 400 م. وقد بدأ عام 7509 من هذا العصر في سبتمبر 2000.
- يُحسب عصر الشهداء أو عصر دقلديانوس منذ بداية عهد الإمبراطور الروماني دقلديانوس؛ السنة الأولى من هذا العصر كانت 284/5. لم يكن من المعتاد استخدام سنوات الحكم في روما، ولكن كانت العادة في مصر الرومانية، التي حكمها الإمبراطور من خلال حاكم (ملك مصر). تغير رقم السنة في اليوم الأول من الشهر المصري تحوت (29 أغسطس، ثلاث سنوات من أصل أربعة، 30 أغسطس العام السابق للسنة الكبيسة الرومانية.) ألغى دقلديانوس الوضع الخاص لمصر، والتي اتبعت بعد ذلك التقويم الروماني العادي: القنصلية سنوات تبدأ في 1 يناير. تم استخدام هذا العصر في طاولات عيد الفصح التي تم إعدادها في الإسكندرية بعد فترة طويلة من تنازل دقلديانوس، على الرغم من أن دقلديانوس كان مضطهدًا سيئ السمعة للمسيحيين. احتفظت الكنيسة القبطية بعصر دقلديانوس واستخدمت لأغراض عامة، ولكن بحلول عام 643، تم تغيير الاسم إلى عصر الشهداء.:[4] 766-76
- تستخدم إثيوبيا عصر التجسد. عصرها هو 29 آب، 8 م في التقويم اليولياني.
- تم تحديد عصر التقويم الأرمني في 552 م.

### ديونيسيان «العصر المشترك»
تم تقديم العصر القائم على تجسد المسيح بواسطة «ديونيسوز إكسيغوس» في 525 وهو قيد الاستخدام المستمر مع العديد من الإصلاحات والاشتقاقات. لم يتم رسم التمييز بين التجسد باعتباره الحمل أو ميلاد المسيح حتى أواخر القرن التاسع.: 881 اختلفت بداية السنة المرقمة من مكان إلى آخر: عندما، في عام 1600، اعتمدت اسكتلندا 1 يناير باعتباره تاريخ تغير رقم السنة، كان هذا هو الحال بالفعل في معظم أنحاء أوروبا القارية. تبنت إنجلترا هذه الممارسة في 1752.
- AD (أو AD) - لللاتينية Anno Domini ، والتي تعني «في عام (Our) Lord». هذا هو العصر المسيحي الغربي المهيمن. يستخدم AD في التقويم الغريغوري. Anno Salutis ، التي تعني «عام الخلاص» متطابقة. كان المقصود في الأصل ترقيم السنوات منذ تجسد يسوع، وفقًا للتفكير الحديث، كان الحساب بعد بضع سنوات. يتم ترقيم السنوات السابقة للميلاد الأول باستخدام عصر ما قبل الميلاد، مع تجنب الأرقام الصفرية أو السالبة. تم استخدام AD أيضًا في التقويم اليولياني في العصور الوسطى، ولكن اليوم الأول من السنة كان إما 1 آذار، أو عيد الفصح، أو 25 آذار، أو 1 أيلول، أو 25 كانون الأوّل، وليس 1 كانون الثاني. للتمييز بين التقويمين الجولياني والميلادي، حدد أو. ون. غالبًا ما يُضاف إلى التاريخ، خاصةً خلال القرنين السابع عشر والثامن عشر، عندما كان كلا التقويمين شائعًا. تم استخدام النمط القديم (OS) للتقويم اليولياني ولسنوات لم تبدأ في 1 كانون الثاني. تم استخدام New Style (NS) للتقويم الغريغوري ولسنوات التقويم اليوليانية التي تبدأ في 1 كانون الثاني. تحولت العديد من البلدان إلى استخدام 1 كانون الثاني كبداية للسنة المرقمة في نفس الوقت الذي تحولوا فيه من التقويم اليولياني إلى التقويم الغريغوري، لكن البعض الآخر تحول في وقت سابق أو لاحقًا.
- قبل الميلاد (أو قبل الميلاد) - تعني «قبل المسيح». يستخدم لسنوات قبل AD 1، مع العد التنازلي لذا فإن السنة n قبل الميلاد هي n سنة 1 قبل الميلاد. وبالتالي لا توجد سنة 0.
- م (أو م) وقبل الميلاد. (أو قبل الميلاد) - تعني «العصر المشترك» و «قبل العصر المشترك»، وتعادل عدديًا AD و BC، على التوالي (في الكتابة، تسبق "AD" رقم السنة، ولكن "CE" تتبع العام: AD 1 = 1 م)[7] تم استخدام المكافئ اللاتيني vulgaris aera في وقت مبكر من عام 1615 بواسطة يوهانس كيبلر. الاختصارات الإنجليزية CE و B. تم تقديمه في القرن التاسع عشر من قبل مفكرين يهود، راغبين في تجنب اختصار كلمة «سيد» في إشارة ضمنية إلى المسيح. بحلول أواخر القرن العشرين، أصبحت الاختصارات قيد الاستخدام على نطاق أوسع من قبل المؤلفين الذين يرغبون في التأكيد على العلمانية.[8]

### إشتقاق ديونيسيان
- يساوي ترقيم السنة الفلكية عامها 0 مع 1 قبل الميلاد، ويحسب السنوات السلبية من 2 قبل الميلاد إلى الوراء (−1 للخلف)، لذا فإن 100 قبل الميلاد هي −99.
- العصر البشري، المسمى أيضًا عصر الهولوسين، الذي اقترحه سيزار إميلياني يضيف 10000 إلى سنة بعد الميلاد، بحيث يكون العام الأول بعد الميلاد هو عام 1001.[9]
- يضيف Anno Lucis من الماسونية 4000 سنة إلى العام الميلادي.

### التقويم الهجري
- التقويم الهجري، والذي يعتمد على هجرة النبي محمد من مكة إلى المدينة المنورة في 14 من البعثة والذي يقابل 622م. ونظرًا لأن التقويم الهجري عبارة عن تقويم قمري بحت يبلغ حوالي 354 أو 355 يومًا، فإن عدد سنواته يزيد بشكل أسرع من التقويمات الشمسية والتقويم القمري.

### التقويم الهندوسي
- التقويم الهندوسي، يحسب من بداية كالي يوغا، مع عصره في 18 فبراير، 3102 قبل الميلاد جوليان (23 يناير، 3102 قبل الميلاد)، على أساس أرياباتا (القرن السادس).
- فيكراما سامفات، 56-57 قبل الميلاد، حوالي القرن الثاني عشر.
- م. أو (SE) - لعصر الساكا، المستخدم في بعض التقويمات الهندوسية وفي التقويم الوطني الهندي، مع حقبة قريبة من الاعتدال الربيعي لعام 78 (عامها 0)؛ امتد استخدامه إلى جنوب شرق آسيا قبل عام 1000. ويستخدم هذا العصر أيضًا (جنبًا إلى جنب مع التقويم الغريغوري) في التقويم الوطني الهندي، وهو التقويم المدني الرسمي المستخدم في البيانات الرسمية الصادرة عن حكومة الهند.

### تقويم جنوب شرق آسيا
يؤثر عصر الساكا الهندوسي على تقاويم الممالك الهندية في جنوب شرق آسيا.
- العصر البوذي، الذي أدخله فاجيرافوده في عام 1912، والذي يرجع تاريخه (الأصل) إلى 544 قبل الميلاد. يُطلق على هذا العام العام الأول في سريلانكا وبورما، بينما يُطلق على العام 0 في تايلاند ولاوس وكمبوديا. وهكذا تكون سنة 2500 ق. وقعت في عام 1956 في البلدان السابقة، ولكن في عام 1957 في البلدان الأخيرة. في تايلاند في عام 1888 أصدر الملك شولالونغكورن مرسومًا بشأن العصر التايلاندي الوطني ، والذي يرجع تاريخه إلى تأسيس بانكوك في 6 نيسان 1782. وفي عام 1912، تم نقل يوم رأس السنة الجديدة إلى 1 نيسان. في عام 1941 قرر رئيس الوزراء «فيبانسونج كرام» عد السنوات منذ 543 قبل الميلاد. هذا هو التقويم الشمسي التايلاندي باستخدام العصر البوذي التايلاندي المتوافق مع التقويم الشمسي الغربي.
- العصر البورمي - من التقويم البورمي في الأصل مع تاريخ تاريخي 0 بتاريخ 22 آذار 638؛ التي اشتق منها CS لعصر Chula Sakarat ؛ تُعرف باسم LE Lesser Era ؛ ME Minor Era - العصر الرئيسي أو العظيم هو عصر ساكا للتقويم الوطني الهندي.

### التقويم البهائي
يرجع تاريخ التقويم البهائي إلى سنة إعلان حضرة الباب.

### التقويم اليهودي
بالنسبة لللاتينية Anno Mundi ، والتي تعني «عام العالم»، لها حقبة في العام 3761 قبل الميلاد. تم استخدام هذا لأول مرة لترقيم سنوات التقويم العبري الحديث في عام 1178 من قبل موسى بن ميمون. تم استخدام السلائف ذات العهود بعد عام أو عامين منذ القرن الثالث ، وكلها تستند إلى Seder Olam Rabba من القرن الثاني. السنة التي بدأت في شمال خريف 2000 كانت 5761 صباحًا).

### التقويم الزاردشتي
استخدم التقويم الزرادشتي سنوات الحكم منذ الإصلاح الذي قام به «آردشير الأوّل»، ولكن بعد سقوط الإمبراطورية الساسانية، استمر استخدام آخر حاكم ساساني ، «يازديغرد» من بلاد فارس ، المتوج في 16 حزيران 632، كسنة مرجعية ، مختصرة YZ أو «عصر يازديغرد».

## العصور الحديثة

### تقويمات سياسيّة
- يرجع تاريخ العصر الجمهوري في التقويم الجمهوري الفرنسي إلى 22 أيلول 1792، وهو يوم إعلان الجمهورية الفرنسية الأولى. تم استخدامه في الثورة الفرنسية من 24 تشرين الأوّل 1793 (حسب التقويم الغريغوري) حتى 31 كانون الأوّل 1805.
- تستخدم جمهورية الصين العصر الجمهوري منذ عام 1912، وهو العام الأول للجمهورية. من قبيل الصدفة، هذا هو نفس عهد جوتشي المستخدم في كوريا الشمالية، عام ميلاد مؤسسها كيم إيل سونغ.
- أسس الفاشيون الإيطاليون «العصر الفاشستي» واستخدموا الأرقام الرومانية للإشارة إلى عدد السنوات منذ آذار في روما عام 1922. لذلك، عام 1934، على سبيل المثال، كان XII E.F. (عصر الفاشية). تم إلغاء هذه الحقبة مع سقوط الفاشية في إيطاليا في 25 تمّوز 1943، لكنها أعيدت في الجزء الشمالي من البلاد خلال الجمهورية الإيطالية الاجتماعية. ظل التقويم الغريغوري قيد الاستخدام المتزامن وتم اعتماد ترقيم مزدوج: تم تقديم سنة العصر المشترك بالأرقام العربية وسنة العصر الفاشي بالأرقام الرومانية. بدأت سنة التقويم الفاشي في 29 تشرين الأوّل، لذلك، على سبيل المثال، كان 27 تشرين الأوّل 1933 هو الحادي عشر إي.إف. ولكن 30 تشرين الأوّل 1933 كان الثاني عشر.
- تُحسب الصين تقليديا بالسنة الملكية لأباطرتها، انظر اسم العصر الصيني. معظم الصينيين لا يخصصون أرقامًا لسنوات التقويم الصيني لكن القلة ممن يفعلون ذلك، مثل المغتربين الصينيين، يستخدمون عددًا مستمرًا من السنوات من عهد الإمبراطور الأصفر الأسطوري، باستخدام 2698 قبل الميلاد في العام الأول. العد في 2637 قبل الميلاد أو 2697 قبل الميلاد (انظر التقويم الصيني). وهكذا، فإن السنوات الصينية 4637 أو 4697 أو 4698 بدأت في أوائل عام 2000.
- في كوريا، من عام 1952 حتى عام 1961، تم ترقيم السنوات عبر سنوات «دانجي»، حيث كان عام 2333 قبل الميلاد يعتبر أول عام من نوعه.
- التقويم الآشوري، الذي تم تقديمه في الخمسينيات من القرن الماضي، تم تحديد عصره في 4750 قبل الميلاد.
- يرجع تاريخ التقويم الياباني إلى انضمام إمبراطور اليابان الحالي. تولى الإمبراطور الحالي العرش في أيّار 2019، والذي أصبح 1 «ريوة»، والذي كان حتى ذلك الحين 31 «هيسي».
- تستخدم حكومة الولايات المتحدة أحيانًا تقويمًا لعصر استقلالها ، تم تحديده في 4 تمّوز 1776، جنبًا إلى جنب مع تقويم Anno Domini المدني. على سبيل المثال ، دستورها مؤرخ «باليوم السابع عشر من أيلول في عام ربنا ألف وسبعمائة وسبعة وثمانين سنة واستقلال الولايات المتحدة الأمريكية الثاني عشر».[10] الإعلانات الرئاسية مؤرخة أيضًا في هذا الطريق.[11]

### تقويمات دينيّة
- Y.O.L.D. - في التقويم الديسكوردي ، التعيين القياسي لرقم السنة هو YOLD (عام سيدة الفتنة). يبدأ التقويم بالعد من 1 كانون الثاني 1166 قبل الميلاد في السنة الديسكوردية 0، ظاهريًا تاريخ نشأة لعنة Grayface. تسمية بديلة ، A.D.D. تمت مشاهدته من حين لآخر (Anno Domina Discordia ، ترجمة لاتينية لـ YOLD ، ولكن يُفترض أيضًا أنه مسرحية عن اضطراب نقص الانتباه).[12]
- العصر الشائع. (من اللاتينية ، وتعني «العصر المشترك»، وعادة ما تكون بأحرف صغيرة.) يستخدم بعض الثيلميت التقويم الثيلمي لتعيين عدد من السنوات منذ تنصيب أليستر كرولي لما يسمى دهر حورس، والذي حدث في 20 آذار 1904، ويتزامن مع كل من رأس السنة Thelemic وعطلة تُعرف باسم Equinox of the Gods. الاختصار "A.N." لـ Aerae Novae («العصر الجديد» باللاتينية)، يُستخدم أحيانًا أيضًا.

### التقويمات العمليّة
- قبل الحاضر، على وجه التحديد، عدد سنوات الكربون المشع قبل عام 1950.
- لإحصاء السنوات المنقضية من الهولوسين من قرب بداية ثورة العصر الحجري الحديث في عصر الهولوسين، وتحديدًا بإضافة 10000 سنة بالضبط إلى م (Anno Domini) أو سنوات CE (العصر المشترك)، وطرح سنوات قبل الميلاد / قبل الميلاد من 10001.
- رقم اليوم اليولياني - لعد الأيام وليس السنوات ، تم تحديد عصره في ظهر الأول من يناير عام 4713 قبل الميلاد في التقويم اليولياني. هذا يعادل 24 تشرين الثاني 4714 قبل الميلاد في التقويم الغريغوري الغريغوري. من ظهر هذا اليوم حتى ظهر اليوم التالي كان اليوم 0. مضاعفات 7 هي أيام الإثنين. يمكن أيضًا استخدام القيم السالبة. بصرف النظر عن اختيار نقطة الصفر والاسم ، لا يرتبط هذا اليوم اليولياني والتاريخ اليولياني بالتقويم اليولياني. إنه لا يحسب السنوات ، لذا ، بالمعنى الدقيق للكلمة ، ليس له عصر ، لكن له حقبة. اليوم (من الظهر إلى الظهر بالتوقيت العالمي المنسق) القيمة هي 2459225.
- وقت Unix - لحساب الثواني المنقضية منذ تعيين عصر Unix في 00:00:00 أو منتصف الليل بالتوقيت العالمي المنسق في 1 كانون الثاني 1970، على الرغم من وجود مشاكل في تطبيق Unix للتوقيت العالمي المنسق (UTC).